# Морроне-дель-Саннио
Морроне-дель-Саннио (итал. Morrone del Sannio) —  коммуна в Италии, располагается в регионе Молизе, в провинции Кампобассо.
Население составляет 757 человек (2008 г.), плотность населения составляет 17 чел./км². Занимает площадь 45 км². Почтовый индекс — 86040. Телефонный код — 0874.
Покровителем коммуны почитается святой Модест, празднование 2 октября.

## Демография
Динамика населения:

## Администрация коммуны
- Официальный сайт: http://www.morronedelsannio.eu/